# Udoji United FC
Udoji United FC was een Nigeriaanse voetbalclub uit Awka. De club werd opgericht in 1990 in Enugu maar verhuisde in 1993 naar Awka. In 2000 degradeerde de club naar de National League, het op een na hoogste voetbalniveau in Nigeria, maar werd om financiële redenen opgeheven in 2001.

## Erelijst
- Landskampioen

1996

## Bekende (ex-)spelers
- Kingsley Obiekwu
- Obiora Odita